# Коли дерева були великими
«Коли дерева були великими» (рос. «Когда деревья были большими») —  радянський художній фільм-мелодрама 1961 року кіностудії ім. Горького. Режисер — Лев Куліджанов. У 1962 році фільм брав участь в основному конкурсному показі Каннського кінофестивалю.
У фільмі свою першу драматичну роль зіграв Юрій Нікулін, для виконавиці головної жіночої ролі Інни Гулої стрічка стала найбільш значною в кінокар'єрі, для Людмили Чурсіної - дебютом у кінематографі. 

## Сюжет
Головний герой Кузьма Кузьмич Іорданов — безробітний, проживає в Москві, займаючись випадковими заробітками. Його викликають до міліції, де майор соромить його, дивуючись, що Іорданов, робоча людина, фронтовик, який має нагороди, веде такий спосіб життя: пиячить, не працює, двічі «залучається» на 10 і 15 діб. Майор пропонує хоч зараз влаштувати Іорданова слюсарем на завод, але той відмовляється, і майор заявляє, що Іорданова виселять з Москви.
Іорданов, бажаючи підзаробити, викликається допомогти літній жінці донести до будинку пральну машину, але випадково упускає агрегат в сходовий проліт, а потім, оступившись, падає і сам і потрапляє до лікарні. Старенька приходить його провідати. Розповідаючи про своє життя в селі, вона згадує про дівчину Наташу, яку вони виховали всім колгоспом (ешелон з евакуйованими розбомбили поблизу їхнього села). Самотній Іорданов, який втратив сім'ю на війні, вирішує поїхати туди і видати себе за батька Наташі. Чиста і довірлива за натурою, дівчина одразу повірила Кузьмі Кузьмичу. Щиро вважаючи його своїм батьком, вона прощає його пияцтво і неробство, і Іорданов, замучений совістю, нарешті наважується сказати їй правду. Однак дівчина не вірить йому. Не видає Іорданова і та сама старенька, яка приїхала відвідати рідне село і розповіла йому про Наташу.
Іорданов заходить до майстерні, де працює наречений його «доньки» Льоня, і вирішуючи згадати старе, успішно обточує деталь, після чого повідомляє, що їде, оскільки повинен працювати слюсарем. Наташа каже, що й в селі робота для слюсаря знайдеться. Іорданов залишається. Тієї ж ночі Наташа виходить заміж за Льоню. Голова сільради, запрацювавшись до пізньої ночі, одразу на місці оформлює шлюб.
Несподівано Іорданов отримує повістку з міліції. Нічого не кажучи Наташі і зібравши валізу, він вирішує поїхати. Але на шляху до райцентру дізнається від голови колгоспу, що викликають Іорданова до міліції тільки за те, що досі не прописався в селі.

## Актори
- Інна Гула — Наташа
- Юрій Нікулін — Кузьма Кузьмич Іорданов
- Леонід Куравльов — Льонька
- Катерина Мазурова — Анастасія Борисівна
- Василь Шукшин — голова колгоспу
- Олена Корольова — Нюрка
- Людмила Чурсіна — Зоя
- Віктор Павлов — хлопець на поромі
- Аркадій Трусов — Григорій Мартинович, голова сільради (в титрах В. Трусов)
- Данута Столярська — сусідка Кузьми по комуналці
- Павло Шальнов — дільничний міліціонер
- Надія Самсонова — буфетниця